# 송아지

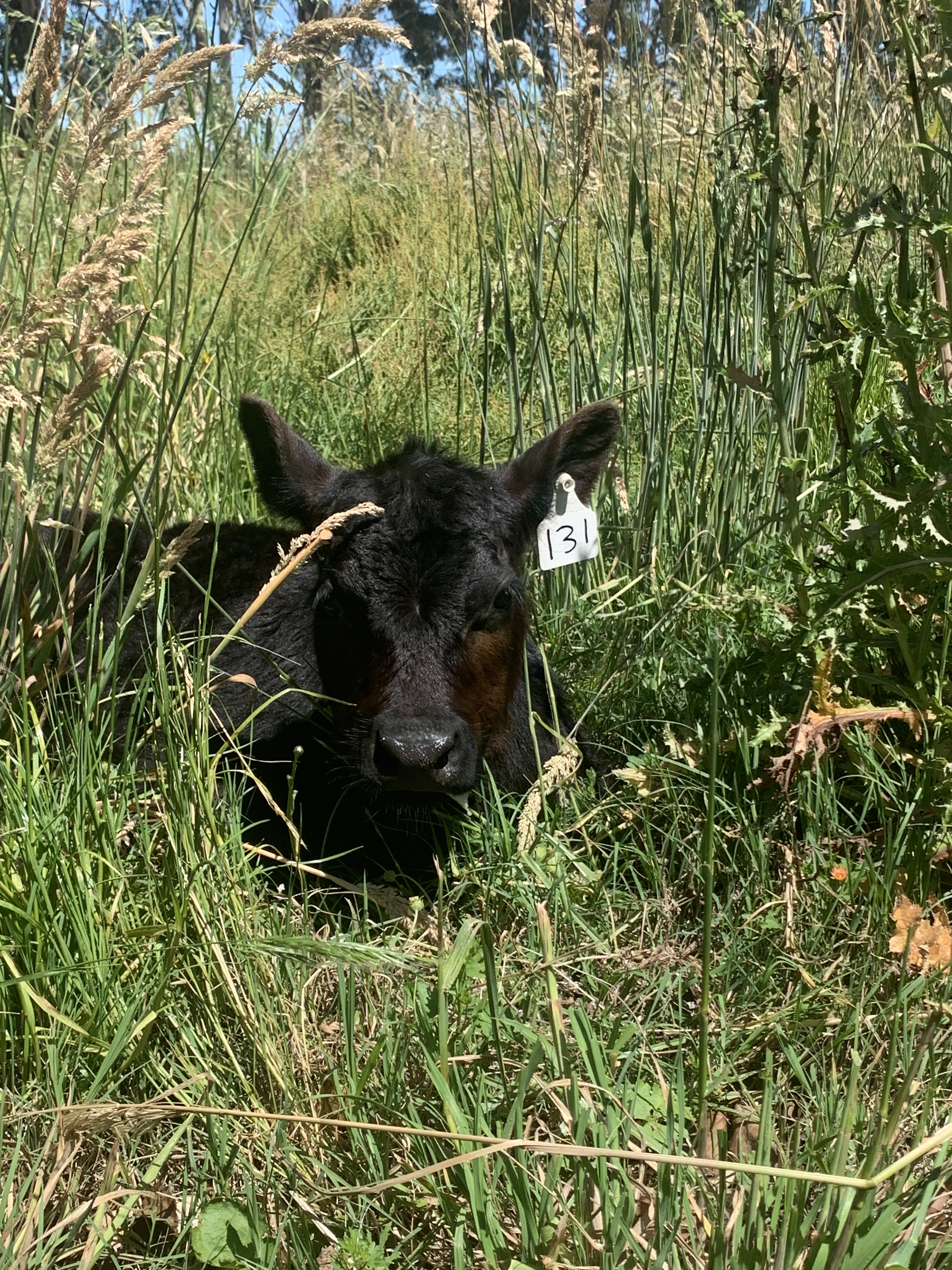
긴 풀밭에 앉아 있는 팟디 송아지

송아지는 어린 집소나 황소이다. 송아지는 성체 소로 자라거나, 송아지고기라고 불리는 고기와 송아지 가죽을 얻기 위해 도축된다.

## 초기 발달

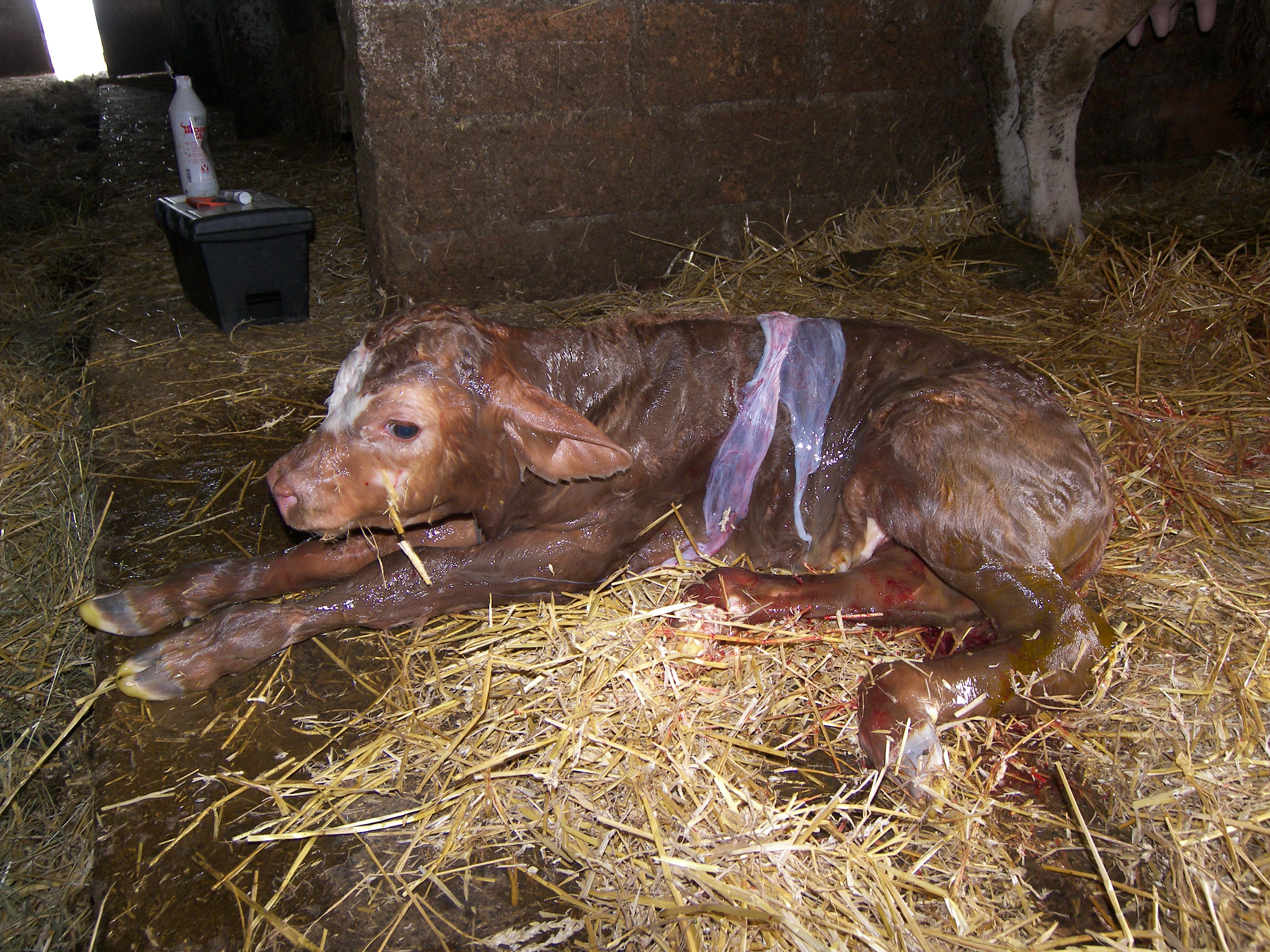
갓 태어난 송아지.

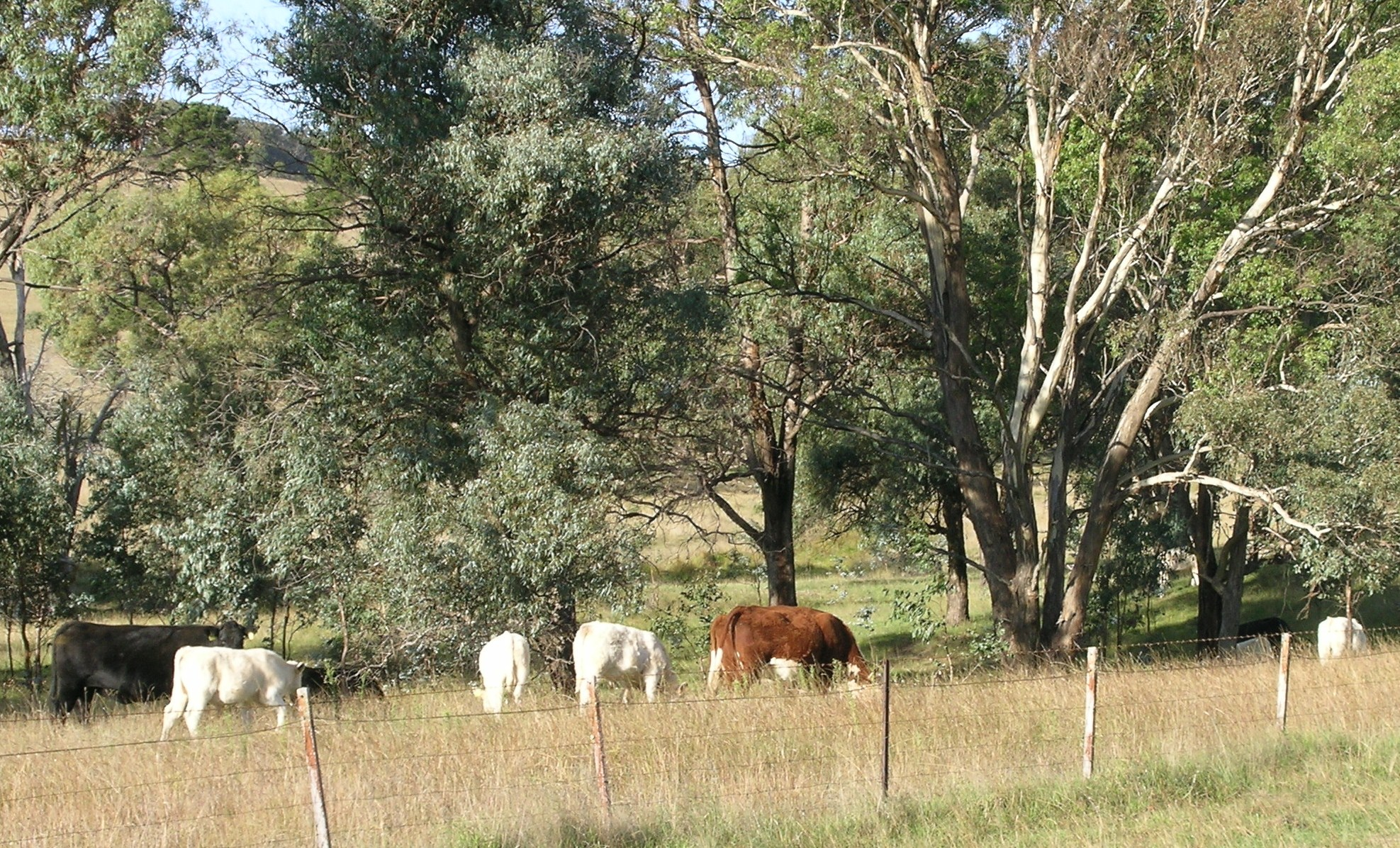
샤롤레 송아지로, 수정란으로 애버딘 앵거스와 헤리퍼드 대리모에게 이식되었다.

송아지는 자연적인 방법으로 생산되거나, 인공수정 또는 수정란 이식을 이용한 인공 번식을 통해 생산될 수 있다.
송아지는 9개월 후에 태어난다. 보통 분만 후 몇 분 안에 일어서고 한 시간 안에 젖을 빤다. 그러나 처음 며칠 동안은 다른 무리를 따라가기 어렵기 때문에 어린 송아지는 종종 어미가 숨겨두고 어미는 하루에 여러 번 방문하여 젖을 먹인다. 생후 일주일이 되면 송아지는 항상 어미를 따라다닐 수 있다.
일부 송아지는 태어난 직후 귀표를 부착하는데, 특히 씨수소의 경우 정확한 어미를 확인하기 위해, 또는 소에 대한 태깅이 법적 요건인 지역(유럽 연합 등)에서 태깅을 한다. 일반적으로 송아지가 약 두 달 정도 되면 낙인을 찍고, 귀에 표식을 하고, 거세하고, 예방접종을 한다.

## 잉태
소의 경우, 잉태는 일반적으로 280일에서 284일 사이에 지속된다.

### 잉태의 내분비 조절
황체에서 프로게스테론을 생산하는 것은 잉태를 유지하는 데 필수적이다. 수정으로 이어지는 배란 과정에서 형성된 황체는 잉태 기간 내내 존재하며 새로운 발정 주기의 시작을 막는다. 이러한 이유로 소는 임신 중에는 발정이 오지 않는다. 황체, 즉 잉태를 유지하기 위해 배는 특정 신호를 생산하여 황체 용해를 방지하며, 그렇지 않으면 발정 주기 말기에 황체 용해가 일어난다. 소의 배는 매우 초기 단계에 잉태 특이적 단백질, 인터페론-타우를 생산하고 분비한다. 이 단백질은 자궁 상피 조직의 옥시토신 수용체와 프로스타글란딘 합성을 억제하며, 이는 황체 파괴에 필요하다.

### 태아 발달
| 임신 월 | 태아 체중 (kg) | 태아 키 (cm) | 임신 자궁 무게 (kg) | 발달 단계           |
| 2개월차 | 0.1 - 0.2      | 6 - 7        | 1.3                 | 사지 윤곽           |
| 4개월차 | 0.8 - 1        | 14 - 28      | 6.5                 | 외부 생식기 출현    |
| 6개월차 | 3 - 8          | 25 - 50      | 20                  | 귀, 이마, 꼬리에 털 |
| 8개월차 | 8 - 15         | 40 - 60      | 40 - 45             | 사지에 털           |
| 9개월차 | 20 - 50        | 65 - 85      | 45 - 80             | 전신 털             |

### 조산:낙태
낙태는 소에게서는 드문 일이다. 태아의 사망이 선행되는 경우가 많으며, 태아는 직접적으로 영향을 받거나 태반 문제의 영향을 받을 수 있다. 낙태는 동물이 겪는 외상, 치료의 오용, 또는 태아 건강에 해를 끼칠 수 있는 독소를 포함하는 불균형한 식단과 관련될 수 있다. 그러나 가장 흔한 원인은 감염성 인자에 의한 오염이다. 브루셀라증은 과거 낙태의 주요 원인이었지만, 인간에게 전염될 수 있는 이 질병에 대한 광범위한 노력으로 프랑스와 같은 일부 국가에서는 박멸되었다. 살모넬라증은 반드시 낙태를 유발하지 않으며, 유발하는 경우 일반적으로 임신 7개월에 발생한다. 아스페르길루스증은 곰팡이 핀 건초나 사탕무 펄프에서 발견되는 곰팡이에 의해 발생한다. 이는 혈류를 통해 태반에 도달하여 때때로 태반을 넘어 태아에게 직접적으로 영향을 미쳐 사망에 이르게 할 수 있다. 리스테리아증은 동물이 감염된 후 3~4주 안에 낙태를 유발한다. 트리코모나스증이나 캄필로박터증과 같은 특정 성병도 낙태를 유발할 수 있다. 렙토스피라증은 임신 기간을 단축시킬 수 있으며, 소 바이러스성 설사병 (BVD), 클라미디아 감염증, 또는 큐열도 마찬가지이다. 이 목록에 추가할 또 다른 질병은 기생충 감염인 네오스포라증으로, 소에서의 유병률은 아직 잘 알려져 있지 않다. 이 질병은 원생 동물에 의해 발생하며 가축에서는 오랫동안 잘 알려지지 않았다. 현재 이는 소에서 낙태의 가장 흔한 설명 중 하나로 간주된다.

### 분만 전 소 준비
소의 임신 말기에는 축락 발달이 관찰되기 시작한다. 초산우의 경우 약 1개월 전에, 경산우의 경우 약 1주일 전에 발달이 일찍 나타난다. 축락은 충혈되거나 때로는 부종이 나타나기도 한다. 호르몬, 특히 릴랙신 작용으로 인해 인대가 부드러워진다. 따라서 분만 24시간 전에 꼬리 밑부분에 있는 천장골 인대가 이완되고 축락이 늘어지는 현상이 흔히 관찰된다.
또한 분만 준비가 된 암소에서 온도 변화가 관찰된다. 분만 전 몇 주 동안 동물의 온도는 비정상적으로 높아 일반적으로 정상인 38 °C 대신 39 °C에 도달한다. 분만 약 24시간 전에는 최소 0.5 °C의 갑작스러운 온도 저하가 있어 약 38.4 °C로 낮아진다. 농부들은 일반적으로 이 특징을 분만 예측 도구로 사용한다.

### 분만 개시 메커니즘
분만 개시는 복잡한 호르몬 메커니즘에 의해 유발된다. 태아는 시상하부에서 ACTH를 생산하여 태아의 배출을 유도하는 호르몬 연쇄 반응을 시작한다. 이 호르몬은 태아 부신을 자극하여 코르티코스테로이드를 생산하게 하며, 이는 암소의 태반에 직접 작용하여 프로게스테론 대신 에스트로겐을 생산하도록 한다. 에스트로겐은 황체에서 생산되는 호르몬인 릴랙신의 합성을 촉진하여 자궁경부의 점진적인 개방과 천골인대의 이완을 촉진한다. 에스트로겐은 또한 프로스타글란딘의 생산을 촉진하는데, E형 프로스타글란딘은 자궁경부 연화에 기여하고, F형 프로스타글란딘은 황체를 용해시켜 프로게스테론 생산을 중단시킨다. 이는 프로게스테론이 분만을 억제하는 것을 멈추면 첫 번째 자궁근육 수축을 유발한다. 프로게스테론 수치의 급격한 하락은 분만 전 관찰되는 온도 감소를 설명한다. 자궁근육 수축은 태아를 골반 강을 통해 점진적으로 밀어내어 자궁경부 확장을 더욱 자극하고 옥시토신 방출을 유도한다. 옥시토신은 자궁근육 수축을 증폭시켜 궁극적으로 태아를 배출시킨다.

### 분만 순간

#### 수축
자궁 근육, 즉 자궁근육의 수축은 분만 중 골반 강을 통해 송아지가 진행하는 것을 돕는다. "산통"으로 알려진 이 수축은 분만 약 6시간 전에 시작된다. 처음에는 드물게(7분 간격) 짧게, 몇 초 동안 지속된다. 분만이 진행됨에 따라 수축은 더 자주, 더 길게 일어난다. 임박한 순간에는 약 1분 동안 지속되며 비슷한 간격으로 일어난다. 이러한 반복적인 수축은 송아지를 골반 강을 통해 점진적으로 이동시켜 자궁경부를 통과하고 외음부에 도달하게 한다. 내부 장력으로 인해 요막이 파열되어 "첫 번째 물"이 방출된다.

#### 태아 배출
요막 파열 직후 양막이 외음부에 나타난다. 이 막도 소의 배출 노력으로 찢어진다. 곧 머리와 앞다리가 외음부에 나타나는데, 이는 점차 확장되어 통과를 허용한다. 이 단계는 소에게 가장 고통스러운 단계로, 상당한 배출 노력이 필요하다. 가슴이 골반 강을 통과하면 양막과 요막에 남은 유체를 포함하여 전체 송아지를 배출하는 데 몇 번의 추가 수축만 필요하다.
탯줄은 태아가 외음부에서 완전히 나온 후에야 끊어진다.
소의 분만은 상대적으로 느리며, 특히 처음 낳는 어미의 경우 그렇다. 30분에서 3시간까지 걸릴 수 있다. 어미 자궁점과 태아 자궁점이 천천히 분리되면서 태아가 배출될 때까지 어미와 송아지 사이의 순환 교환이 지속된다. 이것이 소의 분만이 길어져도 송아지의 생존 가능성을 크게 줄이지 않는 이유이다.

#### 송아지 자세
일반적으로 송아지는 "등-천골" 자세로, 앞다리와 머리가 먼저 골반 강을 통해 나온다. 그러나 5%의 경우 뒷다리가 먼저 나오는 변형이 있다. 이 변형은 분만을 약간 지연시키고 송아지의 생존 가능성을 감소시킨다. 왜냐하면 탯줄이 조기에 끊어져 질식을 유발할 수 있기 때문이다.

#### 쌍둥이 출산

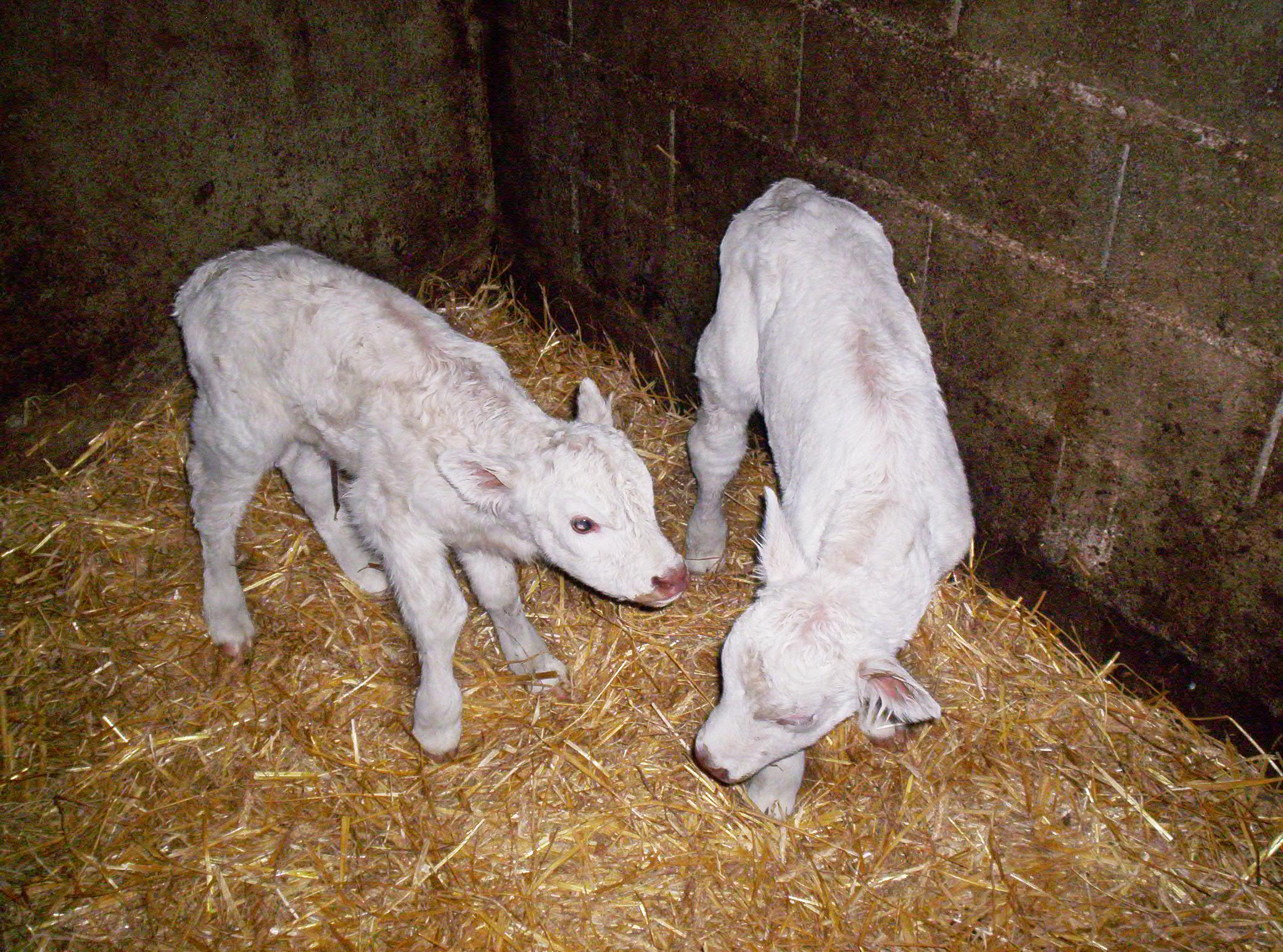
쌍둥이 샤롤레 송아지

소의 다태아 출산은 비교적 드물며, 자연적인 쌍둥이 출산율은 3%로 추정된다. 쌍둥이 임신은 일반적으로 임신 기간이 3~6일 감소하는 것과 관련이 있다. 그러나 쌍둥이 임신은 분만 과정에 특정 영향을 미칠 수도 있다. 태아와 어미 골반 사이의 크기 불일치 위험은 낮지만, 태아 기형 또는 두 태아의 동시 등장 가능성이 더 높다. 또한 쌍둥이를 임신함으로써 발생하는 과도한 자궁 확장으로 인해 자궁 무력증 및 불충분한 수축이 발생할 수 있다. 쌍둥이 임신에서는 한 태아는 앞쪽에, 다른 태아는 뒤쪽에 위치하는 경우가 흔하다. 쌍둥이 송아지는 종종 더 약하고 무산소증과 같은 신생아 질환에 취약하다. 사산율도 쌍둥이 임신에서 더 높다.
성별이 다른 이성 쌍둥이의 경우, 수컷 태아가 생산하는 테스토스테론이 암컷 태아의 생식 기관 정상 발달을 방해하여 그러한 임신에서 암송아지의 불임 발생률이 증가할 수 있다. 이 문제는 특히 두 태아가 같은 자궁각에서 발달할 때 태반 연결 가능성이 높아져 더욱 심각하다. 프리마틴 발생률은 성별이 다른 태아를 포함하는 쌍둥이 임신에서 90~95%로 추정된다. 이러한 혼성 쌍둥이 임신은 전체 쌍둥이의 42~46%를 차지한다.

### 난산
"난산"은 난산과 일반적으로 정도는 다르지만 인간의 개입, 즉 단순 견인부터 제왕 절개 또는 Embryotomy까지 필요한 모든 분만을 의미한다. 난산은 60%의 경우 송아지에, 30%의 경우 소에 기인하며, 10%의 어려운 분만에서는 어느 한쪽에게만 기인한다고 할 수 없다.

#### 모체 원인
모체 난산은 예를 들어 소의 생식 기관 기능 장애로 인해 발생할 수 있다. 이러한 기능 장애 중 하나는 자궁 무력증으로, 자궁근육이 태아를 배출할 만큼 충분히 수축하지 못하는 상태이다. 이 상태는 자궁근육의 발달 부족이나 자궁 수축 개시를 조절하는 호르몬인 프로스타글란딘 F2알파의 생산 부족으로 인해 발생할 수 있다. 칼슘이나 마그네슘의 미네랄 결핍도 수축 부족을 유발할 수 있다. 이러한 이온은 프로스타글란딘 자극에 대한 근육의 반응에 관여하기 때문이다. 정상적인 태아 진행은 자궁경부 개방 실패로 인해 방해받을 수 있으며, 이는 종종 칼슘 이온(Ca²⁺) 결핍과 관련이 있다. 또한 처음 분만하는 암소(초산우)의 경우 질 및 외음부 폐쇄로 인해 분만이 때때로 지연될 수 있는데, 이 상태는 수술적 개입이 매우 드물게 필요하다.
소의 골반은 분만에 중요한 역할을 한다. 송아지가 출산 중에 통과해야 하는 뼈 골관을 형성하며, 골관이 너무 좁으면 이 단계가 위험할 수 있다. 골반은 천골과 미추로 구성된 천장, 좌골 인대로 확장된 고관골로 구성된 측면 벽, 고관골 하부와 치골로 구성된 바닥으로 구성된다.

#### 태아 원인

##### 태아-골반 불균형
태아와 골반 강 사이의 크기 불균형은 난산의 대부분을 야기한다. 문제는 모체, 즉 골반 강이 매우 좁을 수 있다는 데 있을 수 있지만, 더 흔하게는 태아가 과도하게 커서 발생한다. 이 어려움은 송아지가 더 무거운 경향이 있는 특정 소 품종에서 더 흔하다. 벨지안 블루 품종은 특히 이 품종의 "이중 근육" 유전자 때문에 영향을 많이 받는다. 그러나 품종과 관련된 다른 요인들도 역할을 하는데, 예를 들어 소의 나이(초산우의 위험이 높음), 소의 체중, 송아지의 성별(송아지가 수컷일 경우 위험이 높음), 소의 체형 또는 비만도 등이다.

##### 비정상 태아 자세
난산은 또한 태아의 비정상적인 자세로 인해 골반 강 통과가 방해될 때 발생할 수 있다. 태아를 적절하게 재배치하기 위해서는 인간의 개입이 필요할 수 있다.

#### 인간 개입
분만 과정이 순조롭게 진행되도록 하기 위해 때때로 인간의 도움이 필요하다. 이러한 종류의 개입은 새로운 것이 아니다. 소가 출산하는 장면은 고대 이집트의 미술에서 자주 묘사되는 장면이며, 거의 모든 묘사는 목자들이 소의 분만을 돕는 것을 보여준다. 이는 고대 이집트부터 인간 개입의 중요성을 강조한다. 또한 이집트인들은 기본 산과 시술을 수행하는 방법을 알고 있었을 가능성이 높다. "카훈 수의학 파피루스"와 함께 발견된 "부인과 파피루스"가 동물 산과를 언급했을 가능성이 높다는 증거이다.

##### 견인
소의 수축이 송아지 배출에 불충분할 때, 인간의 개입은 송아지를 잡아당기는 것을 포함할 수 있다. 견인을 가하기 위해 분만 로프를 송아지의 보이는 사지, 보통 앞다리에 묶는다. 이 로프는 사람이 힘을 가하기 쉽게 하는 작은 막대에 연결된다. 그러나 충분한 당김 힘을 제공하기 위해 기계적인 도움이 때때로 필요하다. 분만 도구는 소의 수축으로 발생하는 70 kg의 힘과 비교하여 최대 450 kg의 견인력을 가할 수 있다.

##### 제왕 절개

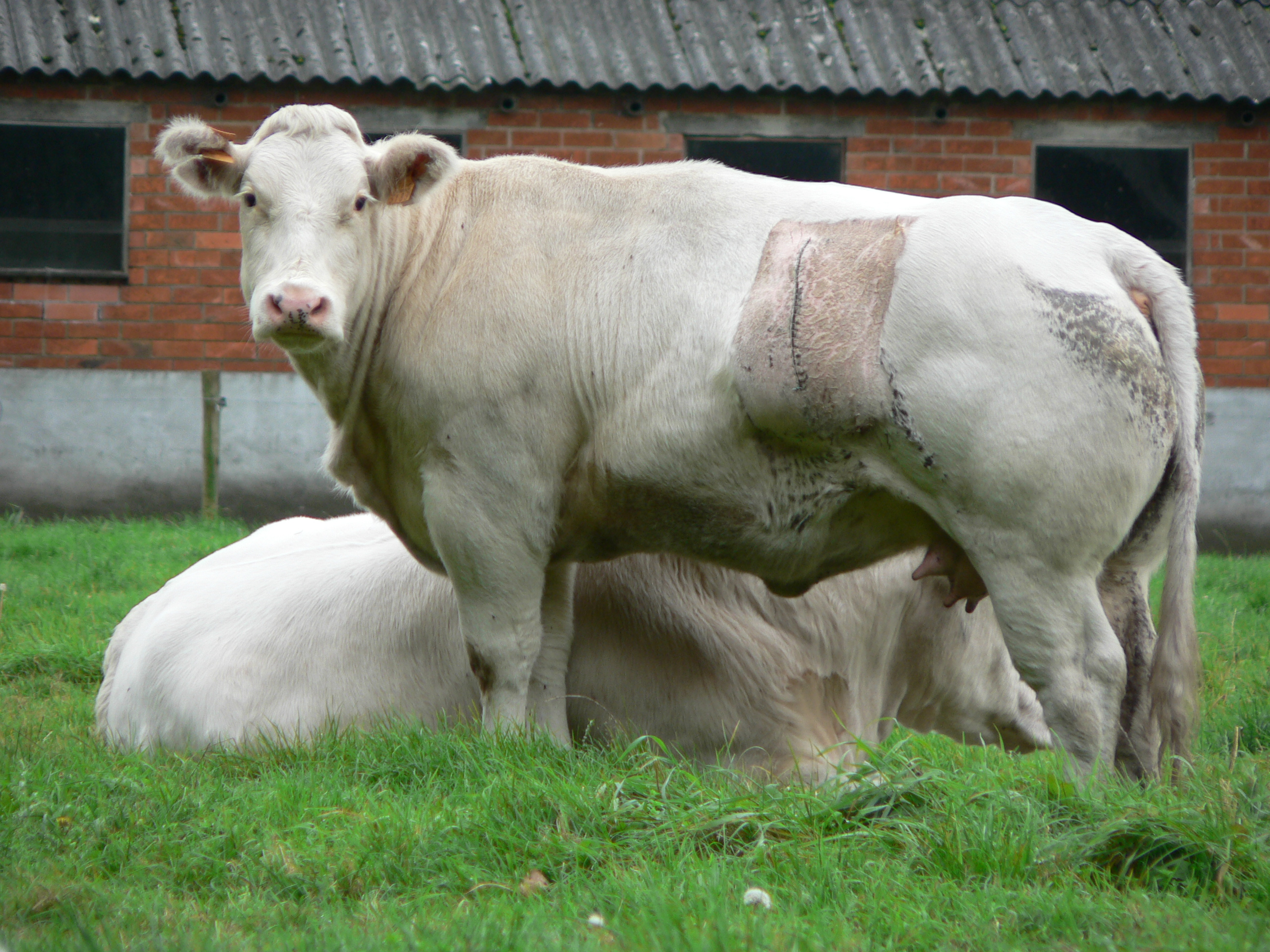
제왕 절개한 벨기에 백청소.

제왕 절개는 송아지가 자연적인 산도를 통과하지 않고 분만될 수 있도록 하는데, 이는 송아지가 어미의 골반 구멍에 비해 너무 클 때 필수적이다. 제왕 절개의 빈도는 소 품종별로 크게 다르다. 벨지안 블루 소는 제왕 절개 분만이 69%로 매우 흔하며, 샤롤레 소는 비교적 흔하게(4%의 분만) 발생하고, 다른 품종에서는 드물다.
제왕 절개는 일반적으로 장기 방해를 피하기 위해 왼쪽에서 수행되지만, 오른쪽에서도 수행될 수 있다.

##### 태아 절단술
태아 절단술은 죽은 송아지를 어미의 건강을 위험에 빠뜨리지 않고 견인으로 분만할 수 없을 때 송아지를 추출하는 데 사용되는 절차이다. 이는 송아지를 여러 부분으로 절단하는 것을 포함한다. 이것은 유혈이 낭자한 산과적 방법으로, 1950년대 제왕 절개 기술이 더 널리 보급되기 전까지는 유일한 선택 사항이었다.

##### 합병증
분만 중 인간의 개입은 다양한 합병증을 초래할 수 있다. 첫째, 송아지에게 가해지는 견인은 소의 생식기 손상을 유발할 수 있다. 또한 송아지의 앞부분이 흉부까지 진행된 상태에서 뒷부분이 끼이는 상황이 발생할 수 있는데, 이를 끼인 송아지(incarcerated calf)라고 한다. 이 상황에서는 탯줄에 압력이 가해져 송아지의 생존이 위태롭다. 송아지의 앞부분 추출이 어렵지 않다면 송아지는 일반적으로 이 상태에서 5~7분 동안 생존할 수 있다. 앞부분 추출이 어렵다면 송아지가 끼인 상태에서 생존할 가능성이 낮다.

#### 축산업에서의 난산의 결과
난산은 축산업에 다양한 부정적인 영향을 미친다. 사산 위험을 크게 증가시키며, 생존한 송아지는 조기 사망 및 질병에 더 취약하다. 이는 면역력이 종종 손상되기 때문이다. 어미의 경우 난산은 사망 위험을 높이고 미래 번식력을 감소시키며 산후 질병에 대한 취약성을 증가시킨다.
또한 난산은 수의학 비용을 포함하여 농장주에게 직접적인 경제적 비용을 초래한다.

### 어린 송아지

#### 사산

##### 유전적 이상 및 선천적 결함
단순 기형은 형태가 다소 변형된 단일 태아를 의미한다. 여기에는 자가 기형, 배꼽 기형, 기생 기형이 포함되며, 이들은 제대로 된 탯줄이 없는 무형의 덩어리를 형성하고 혈관 신경총을 통해 직접 자궁벽에 착상된다. 또한 무형 기형은 털로 덮인 구형 덩어리로, 근육, 지방, 뼈 조직을 포함하고 모두 자궁과 연결되어 있다.
송아지는 선천적 기형이 거의 없지만 아카바네 바이러스는 전 세계의 온대에서 열대 지역에 널리 분포한다. 이 바이러스는 선천적 기형을 유발하는 병원체로 낙태, 사산, 조산 및 선천적 기형을 유발하지만 일부 해에만 발생한다.
겹 기형은 완전히 분리되지 않은 실제 쌍둥이이다. 다양한 형태를 취할 수 있다. 외수머리 기형과 단수머리 기형은 두 개의 머리와 네 쌍의 사지를 가지며, 몸의 일부, 일반적으로 복부 및 흉골벽에서 결합된다. 일부 기형은 정상적으로 형성된 몸체에 두 쌍의 사지를 가지고 있지만 두 개의 머리(단일체 기형) 또는 두 개의 머리와 두 개의 흉부(융합체 기형)를 갖추고 있다. 반대로 쌍두 기형과 단두 기형은 단일 머리로 결합되거나 머리 부분의 일부를 공유하는 이중 몸체를 가지고 있다. 때때로 태아 중 하나가 불완전하여 하나 또는 두 개의 사지로 축소되고, 다른 완전히 발달한 태아에 착상되어 기생하며 생활한다.

##### 신생아 질환

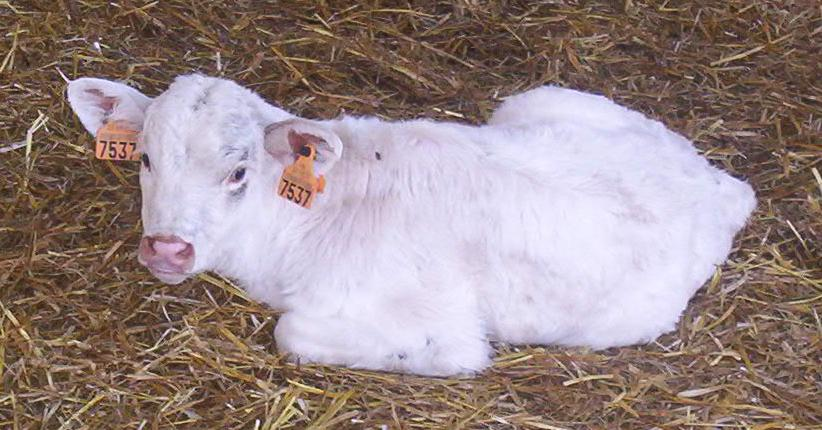
짚에 누워 있는 샤롤레 송아지고기.

송아지가 분만 중 직면하는 주요 위험은 산소 부족, 즉 무산소증이다. 이는 여러 가지 이유로 발생할 수 있다. 첫째, 이미 난산으로 지친 어미의 경우 분만 중 송아지의 산소 공급이 보장되지 않는다. 더욱이 분만 과정이 길어지면 양막 파열 후 약 6시간이 지나면 태반이 박리되기 시작하면서 송아지에 대한 산소 공급이 중단된다. 무산소증은 신생아 송아지에서 흔히 발생하는 또 다른 질병인 저체온증의 원인이 된다. 이는 일반적으로 출생 후 혹독한 환경 조건과 관련이 있다.
신생아에서 흔한 또 다른 질병은 배꼽염이다. 이것은 배꼽의 염증을 의미한다. 감염을 일으키는 미생물은 배꼽 정맥을 따라 이동하여 간 및 방광 농양, 관절염 또는 복막염과 같은 합병증을 유발할 수 있다. 증상으로는 저체온증, 기면증, 배꼽 부종 등이 있다.
송아지는 농장에서 얻는 질병에 흔히 직면하며, 종종 염증성이다. 젖을 떼기 전 송아지는 설사, 배꼽염, 절름발이, 호흡기 질환과 같은 질환을 가장 흔하게 겪는다. 설사, 배꼽염, 절름발이는 생후 2주까지의 송아지에게 가장 흔하며, 호흡기 질환의 빈도는 나이가 들수록 증가하는 경향이 있다. 이러한 질환은 계절적인 패턴도 보이며, 배꼽염은 여름철에 더 흔하고, 호흡기 질환과 설사는 가을철에 더 자주 발생한다.

### 분만 후 암소

#### 태반 배출
분만 후 24시간 이내에 암컷은 태아 막을 배출한다. 때때로 분만의 마지막 단계가 예상대로 진행되지 않는데, 이를 태반 잔류라고 한다. 태반 잔류는 가축, 특히 젖소에서 흔하게 발생하며, 10%의 동물에게 영향을 미치는 반면, 고기소에서는 6%에게 영향을 미친다. 태반 잔류는 자궁 퇴축 지연이나 자궁염과 같은 합병증을 유발할 수 있다.

#### 자궁 퇴축
임신 기간 동안 자궁은 태아를 수용하기 위해 길어지고 부피가 증가했다. 그런 다음 다음 임신 준비를 위해 정상적인 크기로 돌아가야 한다. 이 필수 과정을 자궁 퇴축이라고 하며, 이 과정에서 자궁은 10 kg에서 500 g으로, 1 미터 길이에서 15 cm로 줄어든다. 일반적으로 약 1개월이 걸린다. 자궁경부의 퇴축은 약 45일로 조금 더 오래 걸린다. 퇴축은 자궁으로의 다형핵 백혈구 유입으로 지지되는 염증 과정이다. 예를 들어 자궁염 치료를 위해 항염증제를 사용하면 이 퇴축이 느려지고 소의 발정 복귀가 지연된다.

#### 분만 후 발생할 수 있는 병리학

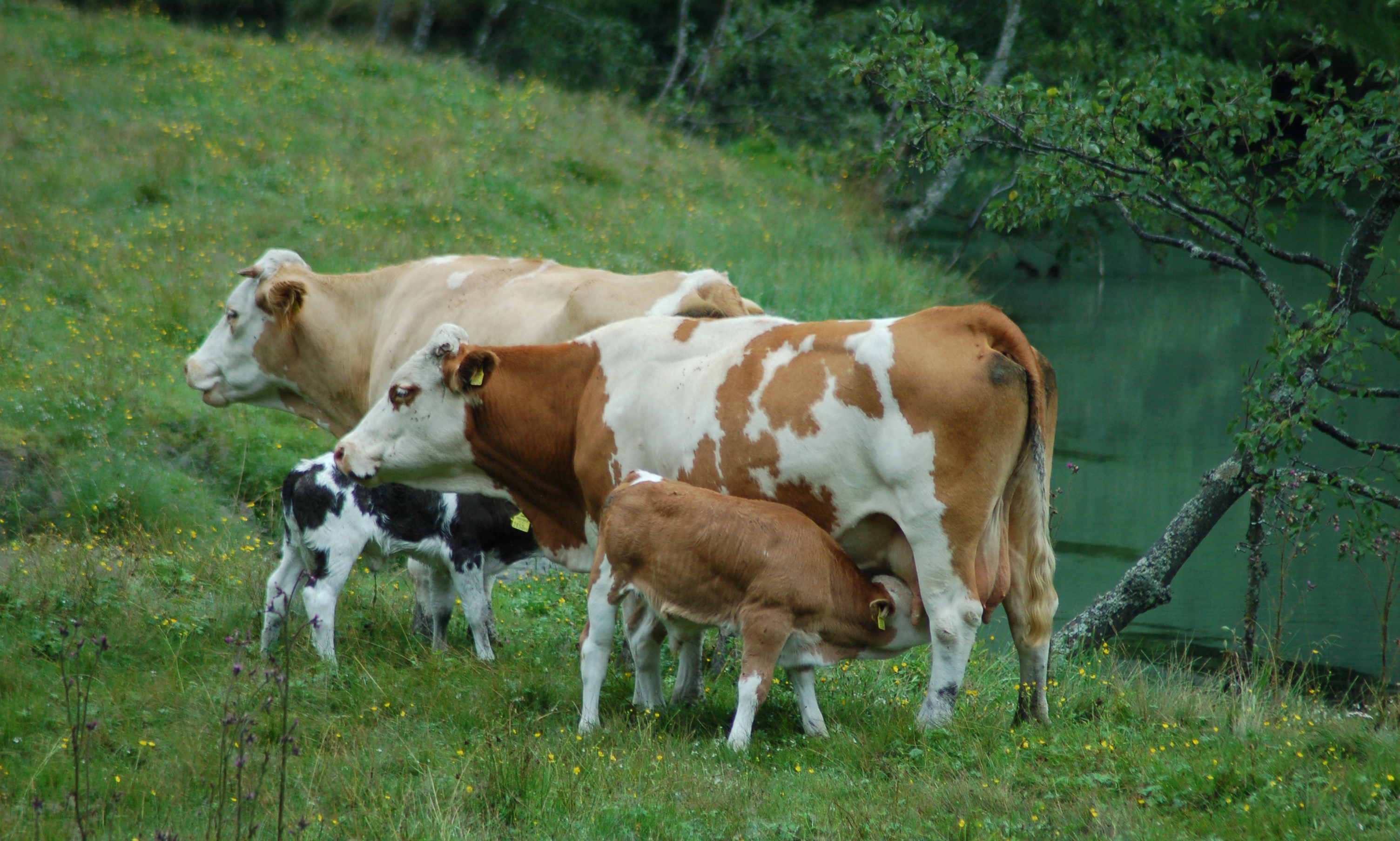
송아지에게 젖을 먹이는 소.

분만, 특히 난산이나 태반 잔류가 뒤따른 경우 자궁염으로 이어질 수 있다. 이 자궁 염증은 당시 자궁경부 개방에 의해 촉진된 미생물 감염으로 인해 발생한다. 발열, 식욕 및 생산량 감소, 화농성 및 악취가 나는 질 분비물을 특징으로 한다.
젖소는 때때로 유열 또는 산후열이라고 알려진 대사성 질환에 걸린다. 이 상태는 일반적으로 분만 후 48시간 이내에 발생한다. 이는 칼시토닌, 즉 뼈 저장량에서 칼슘 동원을 감소시키는 호르몬의 과다로 인한 저칼슘혈증과 관련이 있다. 이 호르몬은 초유 1리터에 1.7g의 칼슘이 함유되어 있어 수요가 매우 높은 시기에 동물이 정상적인 칼슘 저장량을 활용하지 못하게 막는다. 유열은 동물이 일어설 수 없는 상태로 나타나며, 이는 혼수 및 떨림으로 이어질 수 있다. 유열은 칼슘 수치를 회복시키기 위해 글루콘산 칼슘을 주사하여 치료한다. 분만 전 며칠 동안 비타민 D3를 투여하여 예방할 수 있다.

## 어미-송아지 유대

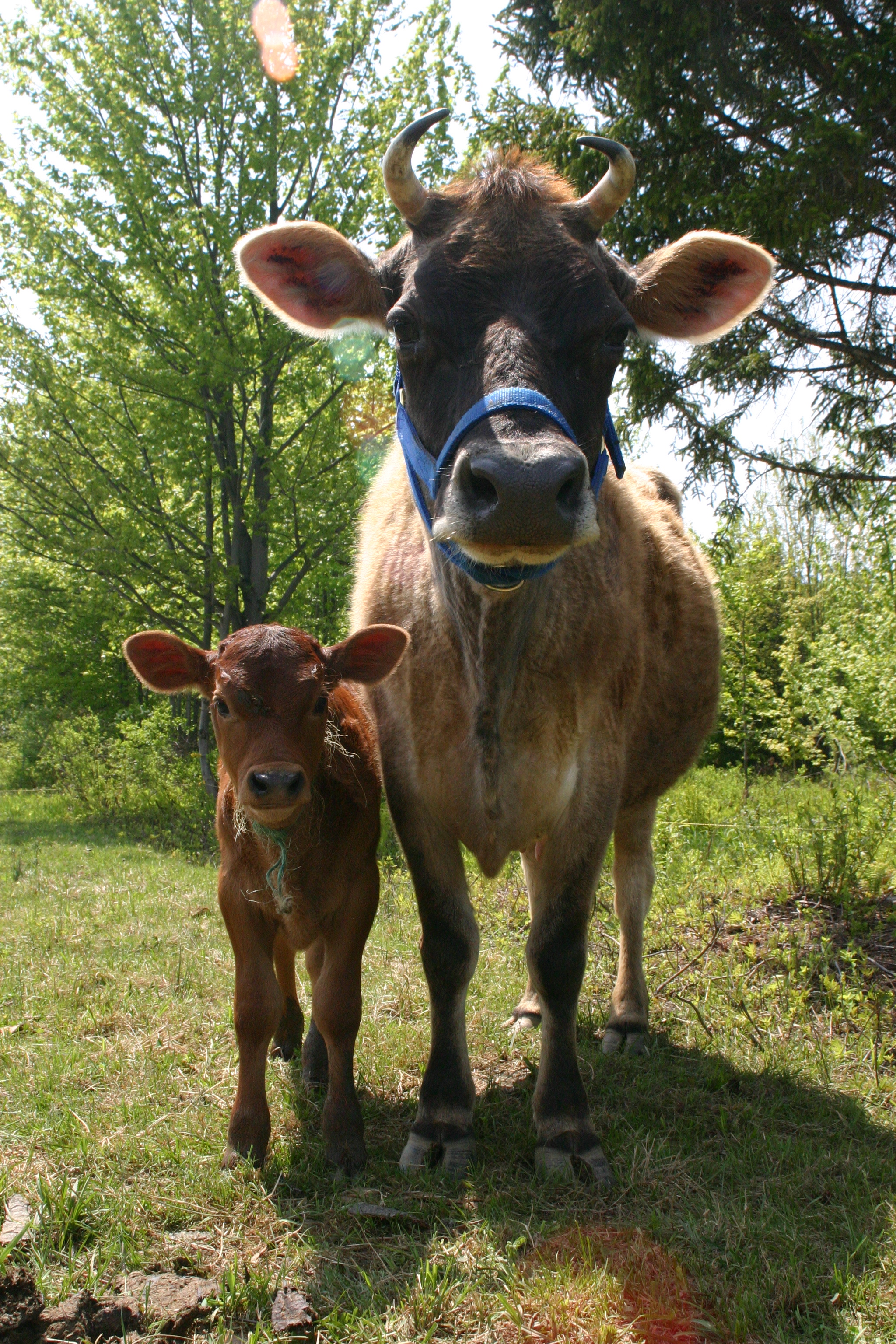
송아지와 함께 있는 저지 소.

어미와 송아지 사이의 관계는 분만 후 몇 시간 내에 형성되며, 그 질은 송아지의 생존에 매우 중요하다. 분만 직전, 어미는 다른 무리 구성원이 송아지와의 상호 작용에 방해하는 것을 막기 위해 스스로 고립되는 경향이 있다. 분만 중 어미의 행동은 옥시토신 수치에 영향을 받는다. 이 호르몬은 송아지 인식 및 기억을 돕는다. 초산우는 경험이 적고 옥시토신 분비량이 적어 어미의 행동에 영향을 미칠 수 있다. 분만 직후, 어미는 양막액에 강하게 이끌려 송아지에게 빠르게 다가간다. 송아지가 마를 때까지 조심스럽게 핥아준다.

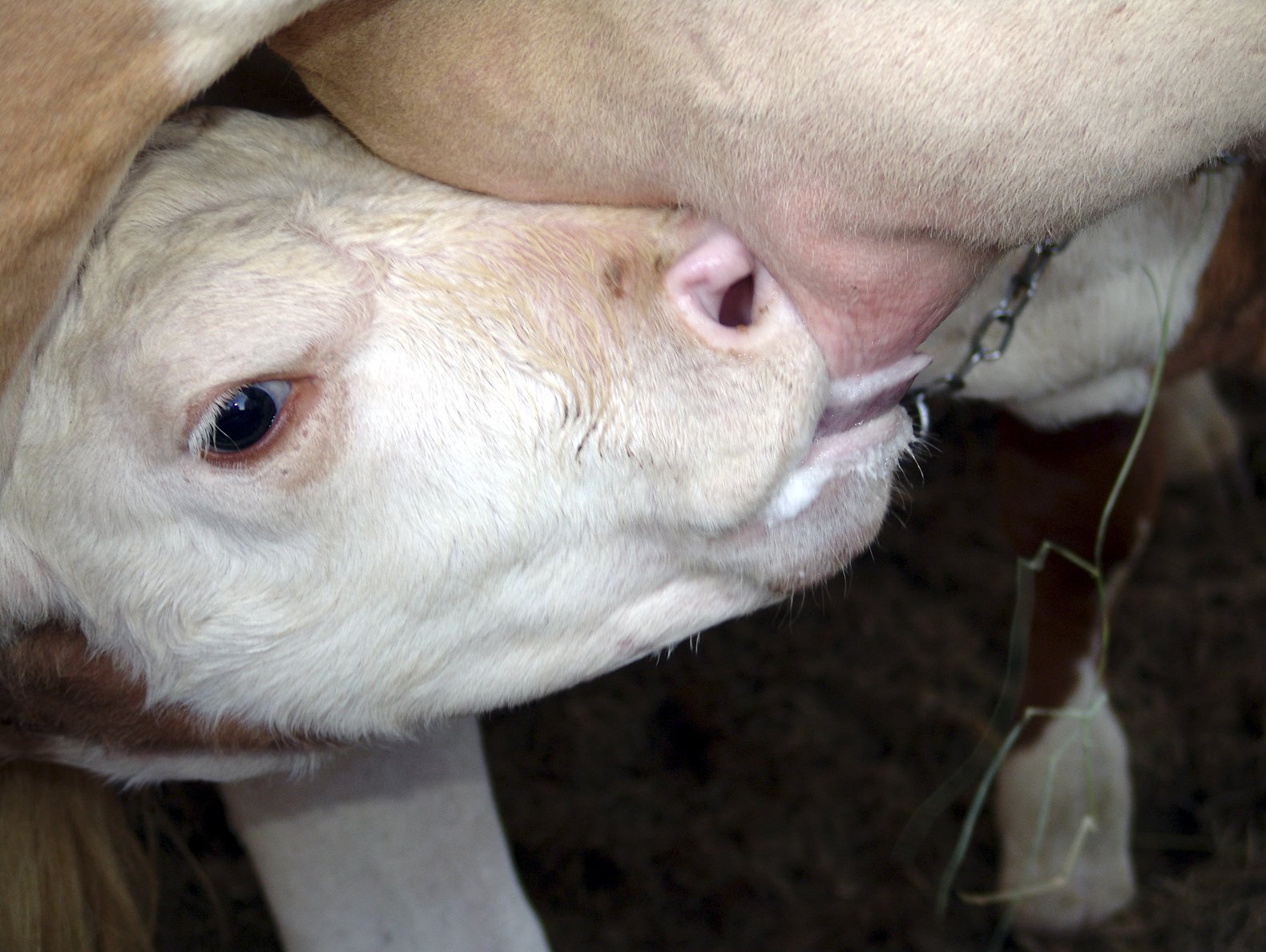
어미에게 젖을 빨고 있는 송아지.

송아지는 어미 젖을 먹어야 한다. 분만 후 며칠 동안 소가 생산하는 우유를 초유라고 한다. 초유는 비타민이 풍부하며, 가장 중요하게는 항체가 풍부하여 송아지에게 첫 면역을 제공한다. 초유는 출산 후 가능한 빨리 섭취해야 한다. 시간이 지남에 따라 소의 유즙 분비는 항체 농도가 낮아지고, 송아지의 장벽은 이러한 항체에 대한 투과성이 낮아진다. 따라서 초유는 분만 후 12시간 이내에 섭취하는 것이 좋다.

## 송아지 사육 시스템
젖먹이 한 마리 시스템은 야생 소에서 자연적으로 발생하는 것과 유사하며, 각 송아지는 약 9개월령에 젖을 뗄 때까지 어미 젖을 먹는다. 이 시스템은 전 세계에서 고기소를 사육하는 데 흔히 사용된다.
(자급 농업에서 흔히 볼 수 있는) 불량한 사료로 사육되는 소는 제한된 양의 우유를 생산한다. 그러한 어미와 항상 함께 지내는 송아지는 쉽게 모든 우유를 마셔 인간이 소비할 우유를 남기지 않을 수 있다. 그러한 환경에서 젖소 생산을 위해서는 송아지가 소에 접근하는 것을 제한해야 한다. 예를 들어 송아지를 우리에 가두고 어미를 부분적으로 젖을 짜낸 후 하루에 한 번 송아지에게 데려다주는 식이다. 이러한 시스템에서 송아지에게 제공되는 소량의 우유는 사육에 더 오랜 시간이 걸릴 수 있음을 의미하며, 따라서 자급 농업에서는 소가 격년으로만 분만하는 것이 일반적이다.
더 집중적인 젖소 사육에서는 소가 한 마리의 송아지가 마실 수 있는 양보다 훨씬 더 많은 우유를 생산하도록 쉽게 번식하고 사육될 수 있다. 여러 마리 송아지 시스템에서는 여러 마리의 송아지를 자신의 송아지에 더하여 한 마리의 소에게 양육시키고, 이들 송아지의 어미는 전적으로 우유 생산에 사용될 수 있다. 더 흔하게, 젖소 송아지는 출생 직후부터 일반적으로 병이나 양동이에서 우유 조제유를 먹인다.
젖소의 순종 암송아지는 대체 젖소로 사육된다. 대부분의 순종 젖소 송아지는 인공 수정(AI)으로 생산된다. 이 방법을 통해 각 황소는 많은 소에게 서비스를 제공할 수 있으므로 번식을 위한 황소를 제공하기 위해 순종 수컷 송아지는 극히 소수만 필요하다. 나머지 수컷 송아지는 고기소나 송아지고기를 위해 사육될 수 있다. 순종 암송아지의 일부만 대체 소를 제공하는 데 필요하므로, 종종 젖소 무리의 일부 소는 고기소로 사육하기에 적합한 교잡종 송아지를 생산하기 위해 고기소에게 교배된다.
송아지고기 송아지는 전적으로 우유 조제유로 사육되어 약 18~20주에 "흰 송아지고기"로 도축되거나, 곡물과 건초를 먹여 22~35주에 도축되어 붉거나 분홍색 송아지고기를 생산한다.

## 성장

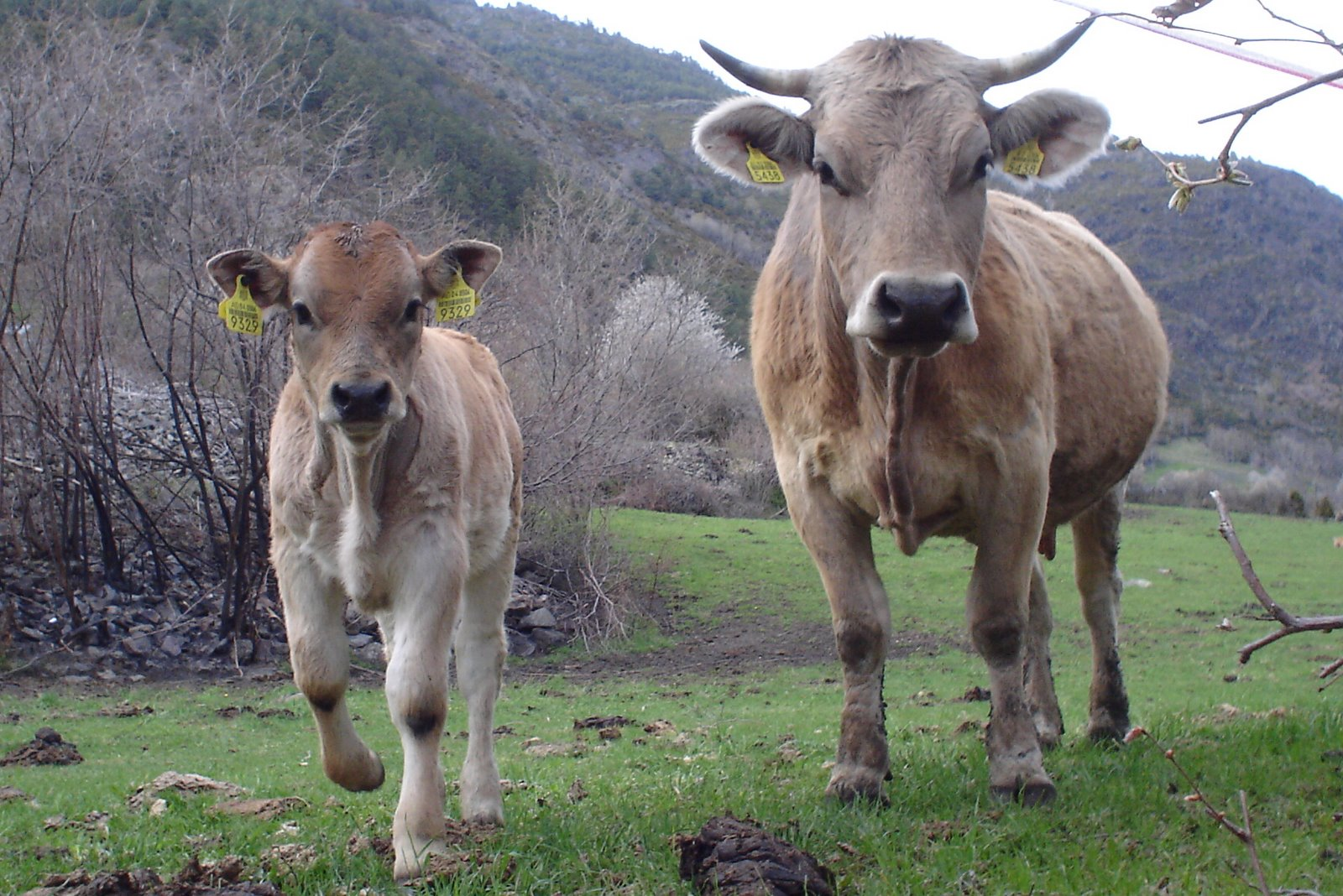
귀표가 붙은 송아지와 소 안도라.

상업용 거세우 또는 황소 송아지는 한 달에 약 32 to 36 kg (71 to 79 lb) 정도 자랄 것으로 예상된다. 따라서 9개월 된 거세우 또는 황소는 약 250 to 270 kg (550 to 600 lb) 정도 나갈 것으로 예상된다. 암송아지는 8개월령에 최소 200 kg (440 lb) 정도 나갈 것이다.

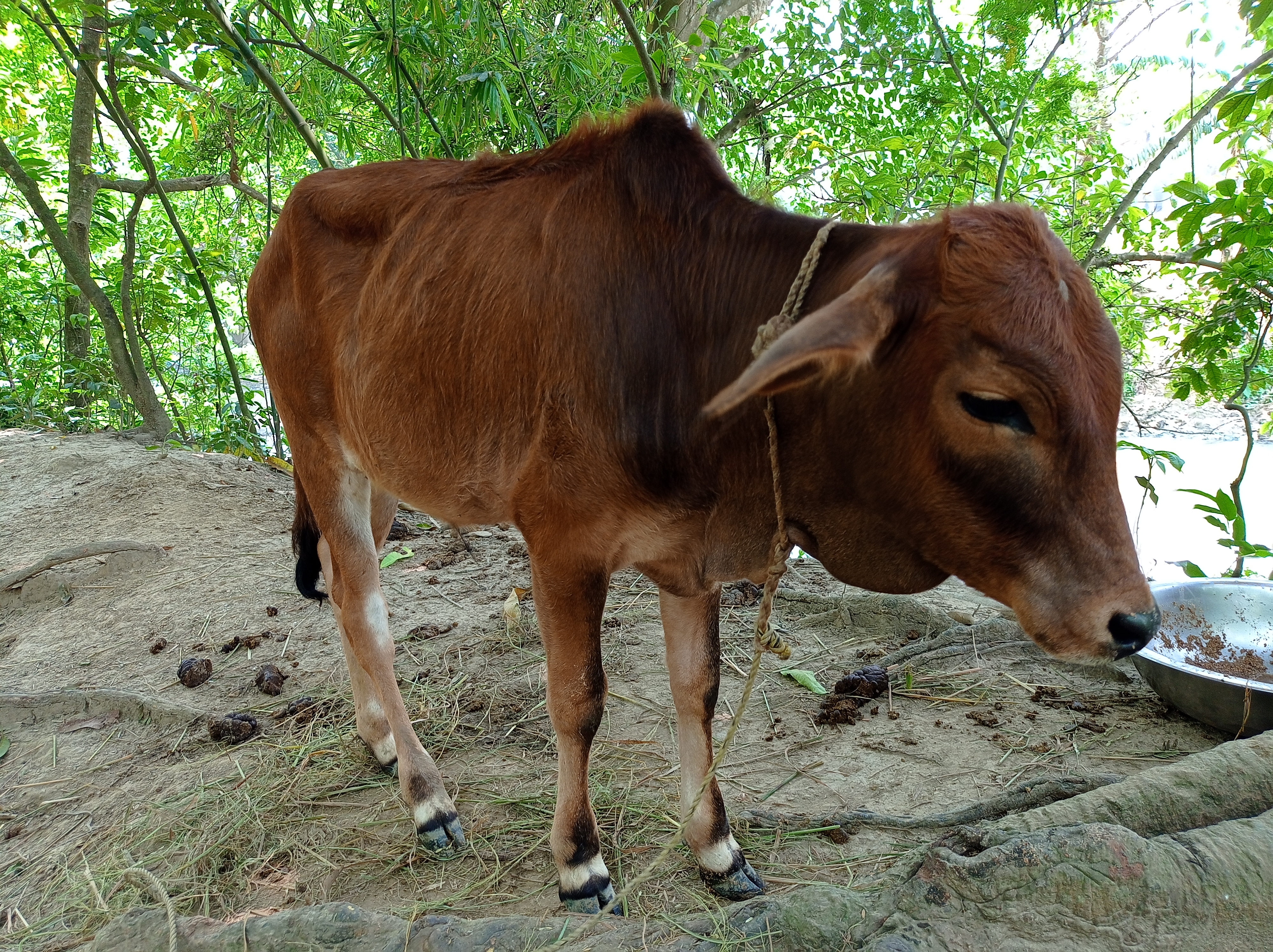
생후 150일 된 송아지

송아지는 보통 생후 8~9개월령에 젖떼기를 하지만, 계절과 어미의 상태에 따라 더 일찍 젖을 뗄 수도 있다. 종종 어미 근처의 방목지에서 젖을 떼거나 스톡야드에서 젖을 뗄 수도 있다. 후자의 시스템은 이유 송아지를 사람의 존재에 익숙하게 하고 풀 외에 다른 사료를 먹도록 훈련받기 때문에 일부 사람들에게 선호된다. 소수는 코 고리나 코 밴드를 사용하여 어미와 함께 젖을 떼는데, 이는 어미가 송아지의 젖 빨기 시도를 거부하게 만든다. 많은 송아지는 또한 호주 남동부 주에서 개최되는 대규모 이유 송아지 경매 판매에 데려갈 때 젖을 뗀다. 빅토리아와 뉴사우스웨일스주는 하루에 최대 8,000마리의 이유 송아지를 경매에 내놓는 야딩을 가지고 있다. 이러한 이유 송아지 중 가장 좋은 것은 도축장으로 간다. 다른 것은 재고주가 구매하여 풀에서 키우거나 잠재적인 번식용으로 살찌울 것이다. 미국에서는 이러한 이유 송아지를 육성우라고 부르며 비육장에 직접 배치된다.
약 12개월령에 고기소 암송아지는 잘 자라면 사춘기에 도달한다.

## 용도
인간 소비용 송아지 고기는 송아지고기라고 불리며, 일반적으로 젖소의 수컷 송아지에서 생산된다. 송아지 뇌와 송아지 간도 먹는다. 가죽은 송아지 가죽을 만드는 데 사용되거나 가죽으로 무두질되어 송아지 가죽이라고 불리며, 때로는 미국에서 스페인 용어인 "노비요"라고도 불린다. 도축된 우유 먹이 송아지의 위 네 번째 칸은 레닛의 원천이다. 창자는 골드비터 가죽을 만드는 데 사용되며, 송아지 장 알칼리 인산분해효소(CIP)의 원천이다.
젖소 암소는 송아지를 낳은 후에만 우유를 생산할 수 있다. 젖소는 우유 생산을 유지하기 위해 매년 송아지 한 마리를 낳아야 한다. 암송아지(암컷)는 거의 항상 대체 젖소가 된다. 일부 젖소 암송아지는 자라 고기소의 어미가 된다. 수컷 젖소 송아지는 일반적으로 고기소나 송아지고기를 위해 사육된다. 번식용으로 사용하기 위해 키우는 수는 상대적으로 적다.

## 다른 동물
영어에서 송아지의 영단어 "calf"라는 용어는 다른 다양한 대형 포유류 종의 새끼에게 확장되어 사용된다. 다른 소아과 종(들소, 야크, 물소 등) 외에도 낙타, 돌고래, 코끼리, 기린, 하마, 사슴(말코손바닥사슴, 와피티사슴, 말사슴 등), 코뿔소, 쇠돌고래과, 웨일, 바다코끼리, 대형 기각류의 새끼를 포함한다. (일반적으로 이들 종의 성체 수컷은 "bulls", 성체 암컷은 "cows"라고 부른다.) 그러나 흔한 가축 종은 양, 모든 말과에 사용되는 망아지, 모든 멧돼지과에 사용되는 새끼 돼지와 같이 자체적인 특정 이름을 가지는 경향이 있다.